# Дыбенко, Павел Ефимович
Па́вел Ефи́мович Дыбе́нко (укр. Павло Юхимович Дибенко; 16 [28] февраля 1889, Людково, Черниговская губерния, Российская империя — 29 июля 1938, Москва, РСФСР, СССР) — российский революционер, советский политический и военный деятель, Председатель Центробалта, 1-й народный комиссар по морским делам РСФСР, командарм 2-го ранга (1935). Один из организаторов Октябрьской революции 1917 года.
Член РСДРП с 1912 года.

## Ранние годы
Родился в селе Людково Черниговской губернии (ныне в черте города Новозыбкова Брянской области) в многодетной украинской крестьянской семье. Отец — Ефим Васильевич, мать — Анна Денисовна.
Начальное образование получил в народной школе, затем в 1899 году был принят в специальные классы Новозыбковского трёхклассного городского училища, полный курс которого окончил в 1903 году. Продолжать учёбу не имел возможности из-за социального статуса и материального положения семьи.
В 1906 году 17-летний Павел Дыбенко поступил на службу в казначейство в Новоалександровске, где проживали его родственники, но был уволен оттуда «за неблагонадёжность» — в 1907 году принял участие в работе большевистского кружка, попав по этой причине под негласный надзор полиции.
В 1908 году уехал в Ригу, где работал разнорабочим, портовым грузчиком, также учился на электротехнических курсах.

## Служба на флоте и Первая мировая война
С декабря 1911 года — на действительной военной службе матросом на Балтийском флоте. Пытался уклониться от воинской повинности, но был арестован и отправлен на призывной пункт в Новозыбков этапом. По прибытии в Санкт-Петербург зачислен во 2-й Балтийский флотский экипаж и отправлен на обучение на остров Котлин в состав Кронштадтского учебного отряда. Служил на учебном судне «Двина», окончил минную школу, произведён в унтер-офицеры. В декабре 1912 переведен в Гельсингфорс на броненосец «Император Павел I» и служил на нём корабельным электриком до конца октября 1915. Летом 1913 года участвовал в заграничном плавании с заходом в порты Франции, Англии, Норвегии. С началом Первой мировой войны участвовал в боевых походах эскадры в Балтийском море.
Был членом подпольной большевистской группы на корабле (в состав группы входил также матрос Н. А. Ховрин). После бунта матросов на линкоре «Гангут» в октябре 1915 и ареста большевиков на броненосце «Император Павел I», Павел Дыбенко был списан с корабля, зачислен в состав отдельного морского добровольческого батальона и в январе 1916 отправлен на сухопутный фронт под Ригу, где принимал участие в боевых действиях. В апреле 1916 за антивоенную агитацию был арестован и заключён на два месяца в военно-исправительную тюрьму в Гельсингфорсе. После освобождения назначен баталером на военно-транспортное судно «Ща» в Гельсингфорсе. Продолжал вести подпольную революционную деятельность.

## Революция и Гражданская война
В дни Февральской революции 1917 года принимал участие в вооружённом восстании в Петрограде.
С марта 1917 года был членом Гельсингфорсского Совета депутатов армии, флота и рабочих; с апреля 1917 года — председатель «Центробалта» (Центрального комитета Балтийского флота).
Совместно с Антоновым-Овсеенко принимал активное участие в антиправительственном выступлении в июле 1917 года в Петрограде, в подготовке флота к Октябрьскому вооружённому восстанию. 5 июля был арестован и заключён в тюрьму «Кресты». По настоянию большевиков, 5 сентября 1917 был освобождён и вернулся в Гельсингфорс.
В конце сентября 1917 Дыбенко — делегат 2-го съезда моряков Балтийского флота. В октябре 1917, во время Моонзундского сражения, принимал участие в боях с германским флотом у острова Даго.
Во время Октябрьской революции Дыбенко руководил формированием и отправкой из Гельсингфорса и Кронштадта отрядов революционных моряков и военных кораблей в Петроград; в дни контрреволюционного выступления Керенского—Краснова командовал «красными» отрядами в Гатчине и Красном Селе, арестовывал генерала П. Н. Краснова.
На Втором Всероссийском съезде Советов включён в состав Совета народных комиссаров в качестве члена Комитета по военным и морским делам. До марта 1918 года — народный комиссар по морским делам.
В ноябре 1917 избран депутатом Учредительного Собрания от Балтийского флота. 6 (19) января 1918, имея в своем распоряжении более 5 тысяч вооружённых революционных матросов, сосредоточенных в Петрограде «для охраны общественного порядка» в связи с созывом Учредительного Собрания, Павел Дыбенко принял непосредственное участие в разгоне «Учредиловки».

В феврале 1918 года, в период общего наступления германских войск на российско-германском фронте, командовал отрядом в 1000 моряков под Нарвой. Но в боях с регулярными германскими войсками отряд, в котором сильны были анархистские настроения, был с большими потерями отброшен и оставил Нарву. 
 «… оставление Нарвы произошло преимущественно потому, что не было общего руководства и связи в действиях, оттого, что слабо или даже вовсе почти неподготовленные отряды водили в бой неумело и они несли излишние потери (больше других потерпели матросы); наконец, на настроение войск оказало, по-видимому, известное влияние и создавшееся тогда положение как бы между войной и миром, что волновало людей и способствовало уменьшению их стойкости.»
При этом сам Дыбенко просто отказался выполнять любые приказы командующего Нарвским участком фронта генерала Д. П. Парского, за что отступивший до Гатчины отряд Дыбенко 6 марта 1918 года был разоружён. Начавшийся конфликт приобрёл большой резонанс во всех центральных газетах того времени (к тому времени Дыбенко имел славу одного из наиболее видных «героев революции»), причем в прессе Дыбенко и критиковали и оправдывали. Ленин в этом конфликте решительно встал на сторону военного руководства и призвал принять строгие меры к Дыбенко за неподчинение командованию и за излишний радикализм. За сдачу Нарвы Дыбенко исключили из РКП(б), а 16 марта, на IV-м съезде Советов, он был лишён всех постов. В тот же день 16 марта он был арестован. Однако благодаря огромному авторитету Дыбенко на флоте и ультимативному требованию балтийских матросов о его освобождении, уже 25 марта 1918 года он выпущен на поруки с условием нахождения в Москве до суда. В апреле Дыбенко фактически бежал в Самару под предлогом организации борьбы с отрядами атамана А. И. Дутова (а фактически потому, что в Самаре тогда находились сразу несколько матросских отрядов, на которые Дыбенко мог опираться как на реальную вооружённую силу). В Самаре действия Дыбенко стали вообще вызывающими, его моряки фактически привели к власти в местном губисполкоме эсеров-максималистов, в самарских газетах всячески критиковались Брестский мир и позиция Совнаркома и самого Ленина по вопросу о мире. 19 апреля через газеты Совнарком оповестил все советские власти о необходимости ареста Дыбенко. Во избежание вооружённого столкновения Москва и Самара сумели договориться и 26 апреля Дыбенко был возвращён в Москву. 19 мая в Гатчине состоялся суд, на котором Дыбенко был оправдан по конфликту под Нарвой «ввиду его неопытности в военном деле». Некоторые авторы утверждают, что этим судом Дыбенко был приговорен к расстрелу, однако по ходатайству Коллонтай помилован.

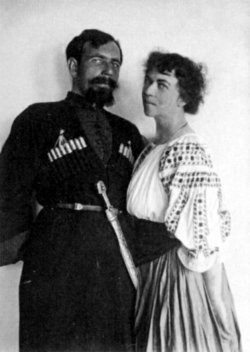
Павел Ефимович Дыбенко с женой Александрой Михайловной Коллонтай в 1919 году, в период службы в Украинской советской армии

Летом 1918 года направлен на подпольную работу в Западно-Черноморский регион (в Одессу). В августе 1918 года, находясь в Севастополе, был арестован крымскими властями и содержался в севастопольской тюрьме, но в октябре был обменян на пленных германских офицеров.
Князь В. А. Оболенский, деятель Крымского краевого правительства, указывал на другую причину. Немецкие оккупационные войска особо не вмешивались в гражданское управление Таврической губернией. При этом без особого рвения, но боролись с большевиками, путем арестов и заключения, а для пойманных с оружием и методом казней. Дыбенко же был выпущен ими персонально за старые услуги немецкой агентуре по развалу боеготовности Балтийского флота после Февральской революции.
С ноября 1918 года Дыбенко в Украинской советской армии — командир 7-го Сумского стрелкового полка, с января 1919 — командир Особой группы войск Екатеринославского направления, с февраля по сентябрь 1919 года — командир 1-й Заднепровской Украинской Советской дивизии, в которую влились многотысячные отряды самых известных на Украине партизанских атаманов — Никифора Григорьева и Нестора Махно. В первые месяцы 1919 года Дыбенко и Махно были очень дружны, но уже с апреля 1919 года охладели друг к другу. Причиной стали попытки Дыбенко авторитарно руководить махновцами.
В апреле 1919 украинские советские войска под командованием Павла Дыбенко захватили Перекопский перешеек, затем весь Крым (за исключением Керчи). С мая 1919 года П. Дыбенко — командующий 9-тысячной Крымской советской армией, сформированной из частей 1-й Заднепровской дивизии и местных отрядов, и одновременно нарком по военным и морским делам и председатель Реввоенсовета провозглашённой Крымской советской республики. В мае — июне 1919 командует советскими войсками в Крыму, отступающими под натиском белогвардейцев, с июня по сентябрь 1919 — в Северной Таврии; принимает участие в подавлении «григорьевщины» и «махновщины» (Дыбенко в оправдание своего поражения в Крыму перед Л. Д. Троцким ссылался на бездействие махновцев).
В сентябре 1919 отозван в Москву, в октябре зачислен слушателем Академии Генерального штаба РККА, однако уже через месяц, 24 октября, назначен начальником 37-й стрелковой дивизии. В конце декабря 1919 года во главе её отличился при освобождении Царицына. Участник разгрома армии генерала Деникина на Северном Кавказе весной 1920 года. С 3 марта по 11 мая 1920 года — начдив 1-й Кавказской кавалерийской дивизии.
С 28 июня по 17 июля 1920 года — начдив 2-й Ставропольской кавалерийской дивизии имени М. Ф. Блинова. Летом 1920 командовал дивизией в Северной Таврии в боях с Русской армией генерала Врангеля и махновцами.
С сентября 1920 по май 1921 — слушатель младшего курса Военной академии РККА.
В марте 1921, под общим командованием М. Н. Тухачевского, Дыбенко во главе Сводной дивизии был одним из руководителей подавления Кронштадтского восстания. После ликвидации восстания — комендант Кронштадтской крепости.
О деятельности Дыбенко во время штурма крепости докладывал заместитель начальника особого отделения Юдин:

«561-й полк, отойдя полторы версты на Кронштадт, дальше идти в наступление отказался. Причина неизвестна. Тов. Дыбенко приказал развернуть вторую цепь и стрелять по возвращающимся. Комполка 561 принимает репрессивные меры против своих красноармейцев, дабы дальше заставить идти в наступление».

В апреле 1921 участвовал в подавлении крестьянского восстания в Тамбовской губернии.

## Послевоенная карьера
В мае — июне 1921 — начальник войск Западно-Черноморского сектора (район Тирасполя — Одессы — Николаева — Херсона). В июне — октябре 1921 — начальник 51-й Перекопской стрелковой дивизии В октябре 1921 — июне 1922 продолжал обучение, слушатель старшего курса Военной академии РККА. В 1922 году окончил Военную академию (Академию Генерального штаба) РККА. В том же году был восстановлен в РКП(б) с зачётом партстажа с 1912 года.
В мае — октябре 1922 — командир 6-го стрелкового корпуса; в октябре 1922 — мае 1924 — командир 5-го стрелкового корпуса; в мае 1924 — мае 1925 — командир 10-го стрелкового корпуса. В мае 1925 — ноябре 1926 — начальник Артиллерийского управления снабжений РККА, в ноябре 1926 — октябре 1928 — начальник снабжений РККА.
В октябре 1928 — декабре 1933 — командующий войсками Среднеазиатского военного округа; в декабре 1933 — мае 1937 — командующий войсками Приволжского военного округа.
26 января—10 февраля 1934 года делегат XVII съезда ВКП(б) с решающим голосом от Свердловской парторганизации.
В мае 1937 года был назначен командующим войсками Сибирского военного округа, но в должность не вступал. С 5 июня 1937 по январь 1938 года — командующий войсками Ленинградского военного округа.
Был членом РВС СССР, членом ЦИК СССР (с 1924 года).

## Арест и расстрел
В 1937 году Дыбенко был избран депутатом Верховного Совета 1-го созыва. В 1937 году под руководством Дыбенко и начальника Ленинградского УНКВД Л. М. Заковского в частях Ленинградского военного округа развернулась кампания массовых репрессий комсостава. Дыбенко входил в состав Специального судебного присутствия, осудившего на смерть группу высших советских военачальников по «Делу Тухачевского» в июне 1937 года.
10 сентября 1937 года Дыбенко был снят с должности командующего Ленинградским военным округом, но затем восстановлен. Однако вскоре в январе 1938 года Дыбенко был повторно смещён с поста и уволен из РККА. На январском пленуме ЦК ВКП(б) 1938 года Дыбенко подвергся резкой критике и нападкам со стороны Сталина, обвинившего его в морально-бытовом разложении и пьянстве. После этого Дыбенко «в порядке последнего испытания» был назначен заместителем наркома лесной промышленности СССР; при этом ему было поручено курировать выполнение плана заготовок древесины в системе ГУЛАГа.
Арестован 26 февраля 1938 года в Свердловске. Обвинён в участии в военно-фашистском заговоре в РККА и наркомате лесной промышленности СССР, а также в шпионаже в пользу США. Также Дыбенко был обвинён в связях с М. Н. Тухачевским, которого он сам незадолго до этого отправил на расстрел. На следствии подвергался жестоким пыткам. Признал себя виновным во всех предъявленных обвинениях, кроме шпионажа; писал покаянные письма Сталину. Внесен в Сталинские расстрельные списки от 26 июля 1938 года. 29 июля 1938 года Дыбенко был приговорён ВК ВС СССР к смертной казни и расстрелян. Реабилитирован посмертно в 1956 году.
Место захоронения — полигон «Коммунарка». В Москве, на Кунцевском кладбище, устроен кенотаф П. Е. Дыбенко рядом с могилой его вдовы.

## Семья
Первая жена — Александра Михайловна Коллонтай (Домонтович), из дворянского рода Домонтовичей, революционерка.
Вторая жена — Валентина Александровна Стафилевская.
Третья жена — Зинаида Викторовна Карпова (в 1938—1955 репрессирована).
Зинаида Ерутина, спортсменка.
Сын — Таур (Владимир), назван в честь местности в Средней Азии (в 1938 г. отдан в детприёмник, позднее окончил Ленинградский транспортный институт, работал инженером).
Брат — Фёдор Дыбенко (1891—1919), офицер военного времени Русской императорской армии (поручик), с мая по сентябрь 1918 — офицер армии Украинской державы. Перешёл на сторону большевиков. В ноябре—декабре 1918 принимал активное участие в формировании частей Украинской советской армии, в январе 1919 назначен начальником 42-й стрелковой дивизии РККА, действовавшей в Донбассе против белогвардейцев. Погиб 31 марта 1919 года во время мятежа в красноармейских частях; похоронен в с. Людково.

## Воинские звания
- Командарм 2-го ранга — 20.11.1935[18]

## Награды
- Три ордена Красного Знамени РСФСР[19]:
  - за штурм Кронштадта в марте 1921 (Приказ РВСР № 112, 24.03.1921);
  - за взятие Мариуполя и Севастополя в марте-апреле 1919 (Приказ РВСР № 36, 10.02.1922);
  - за освобождение Царицына в декабре 1919 (Приказ РВСР № 97, 10.04.1922)[20].
- орден Трудового Красного Знамени Таджикской ССР (1931).
- орден Трудового Красного Знамени Туркменской ССР (1931).
- Кроме того, в 1920 году дважды награждался золотыми часами командованием армии и РВС Республики, а также боевой лошадью.

## Сочинения
- Дыбенко П. В недрах царского флота. — М.-Пг., 1919
- Дыбенко П. Военная доктрина и эволюция армии. (Опыт исследования). — Одесса, 1922. — 63 с.
- Дыбенко П. Мятежники: (из воспоминаний о революции). — М.: «Красная новь», Главполитпросвет, 1923. — 111 с. — 20 000 экз. — Обл. Родченко.
- Дыбенко П. Из недр царского флота к великому Октябрю. Из воспоминаний о революции. 1917—7.XI—1927. — М., Военный вестник, 1928. 237 с. — 7000 экз.
- Дыбенко П. Октябрь на Балтике. — Ташкент, 1934.

## Память
- Имя Павла Ефимовича Дыбенко увековечено в названии улиц Москвы, Санкт-Петербурга, Донецка, Севастополя, Симферополя, Самары, а также на своей малой родине в Новозыбкове, где стоит памятник в его честь.
- Мемориальная стела с горельефом П. Е. Дыбенко, первого наркомвоенмора Российской Советской Республики, установлена в Симферополе в 1968 году там, где в 1919 года находился штаб Крымской Красной Армии (угол проспекта Кирова и Совнаркомовского переулка, сквер им. Дыбенко). Скульптор — Н. П. Петрова.
- Памятная доска, посвящённая Павлу Ефимовичу установлена на площади перед Большим Гатчинским дворцом.
- Образ Дыбенко, как известного участника Революции и гражданской войны, активно использовался в советском и российском кинематографе. Его играли: Иван Дмитриев (Залп «Авроры», 1965), Геннадий Воропаев («Первый посетитель», 1965), Владимир Дюков (20 декабря, 1981), Сергей Гармаш (Моонзунд (фильм), 1987), Сергей Бурунов («Тухачевский: Заговор маршала», 2010), Сергей Гаврилюк (Девять жизней Нестора Махно, 2007); а также Слободан Кустич в югославском фильме «Госпожа Коллонтай», 1996.
- В 1969 и 1989 годах были выпущены почтовые марки СССР, посвященные Дыбенко.
- Один из танкеров Новороссийского морского пароходства назывался «Павел Дыбенко».
- В советское время в Москве на Ленинградском шоссе средняя школа № 40 с углубленным обучением английскому языку носила имя П. Е. Дыбенко.

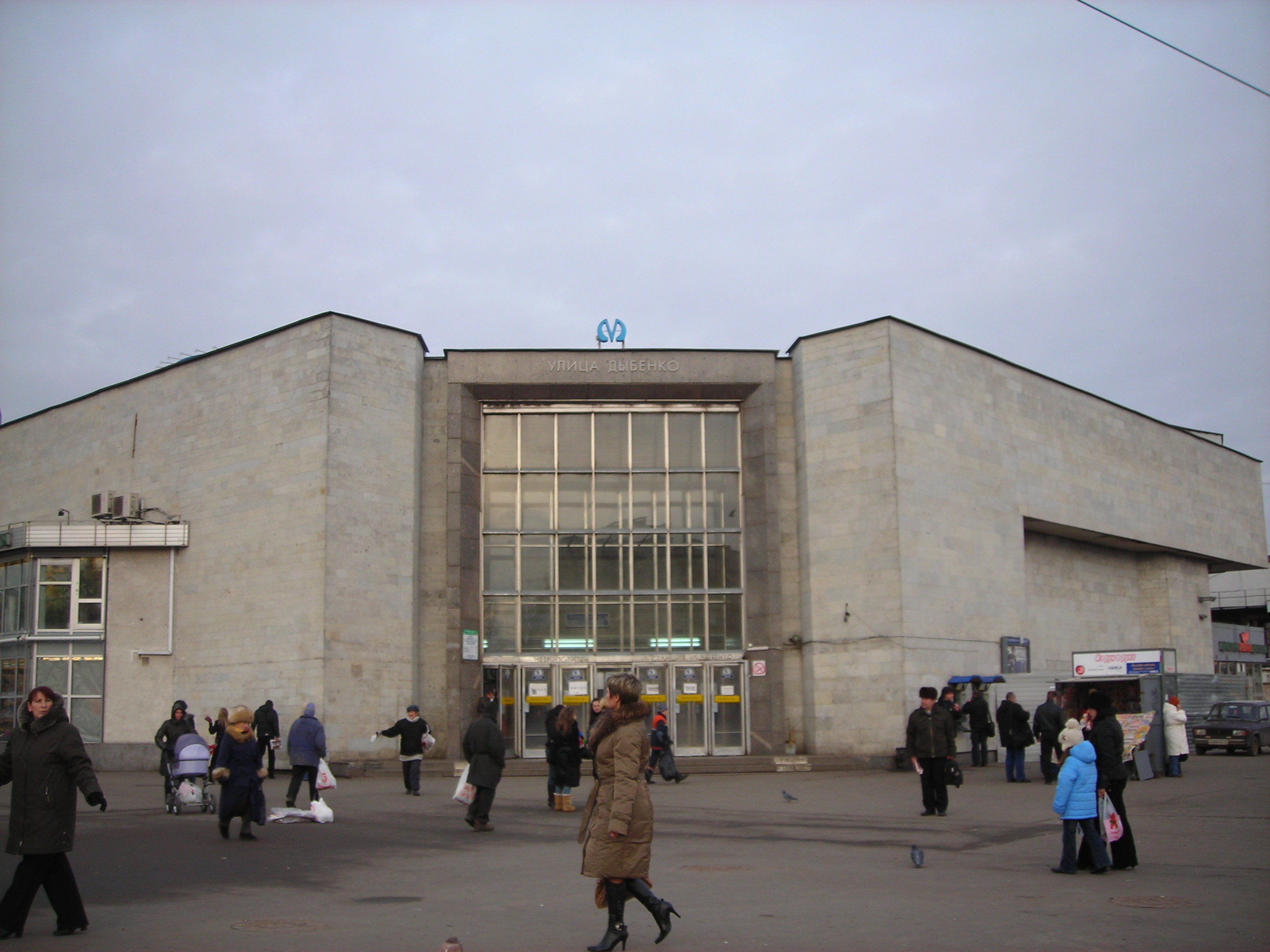
Станция метрополитена «Улица Дыбенко» в Санкт-Петербурге
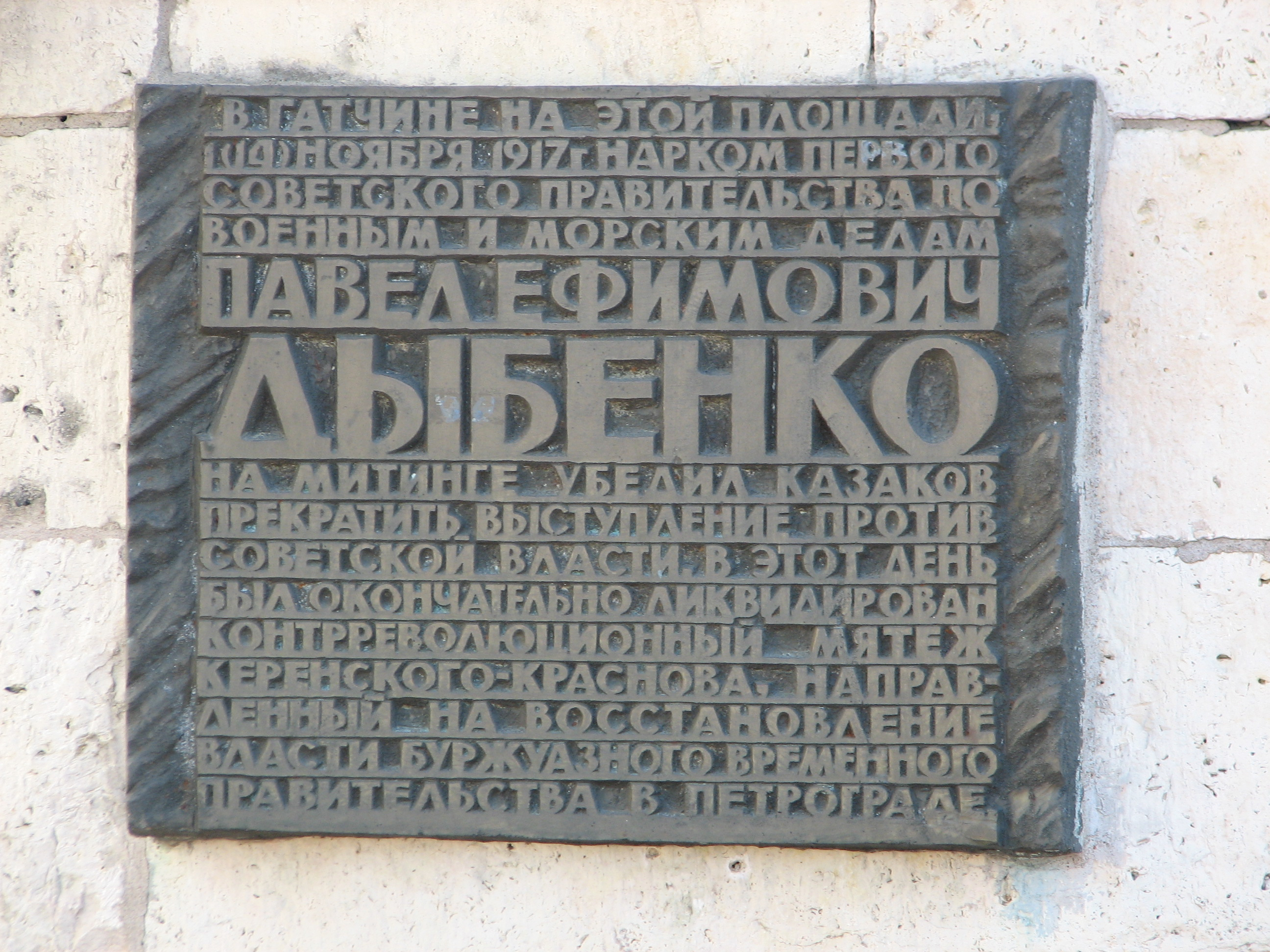
Памятная доска в Гатчине
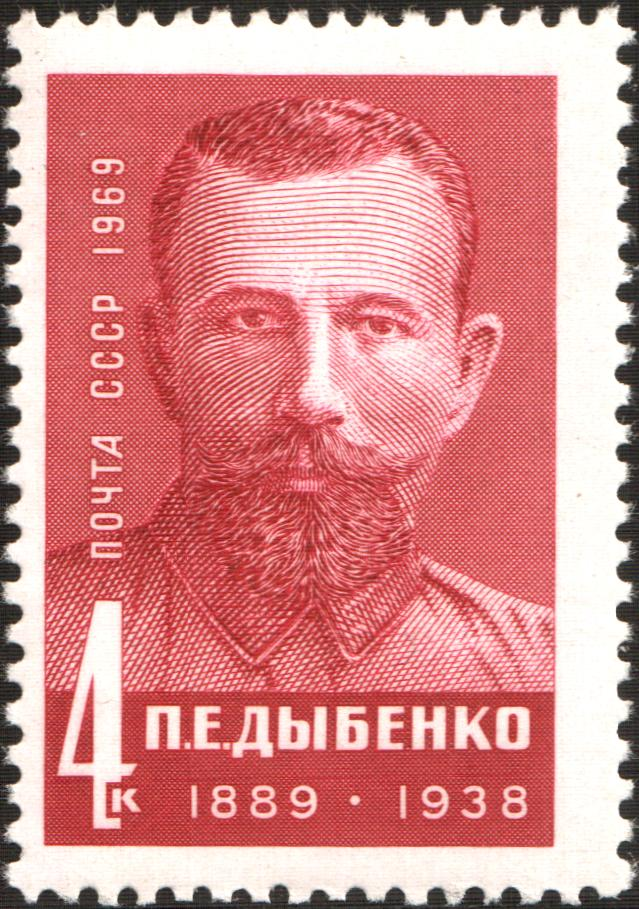
Почтовая марка СССР 1969 год,  (ЦФА [АО «Марка»] #3749; Sc #3516C)
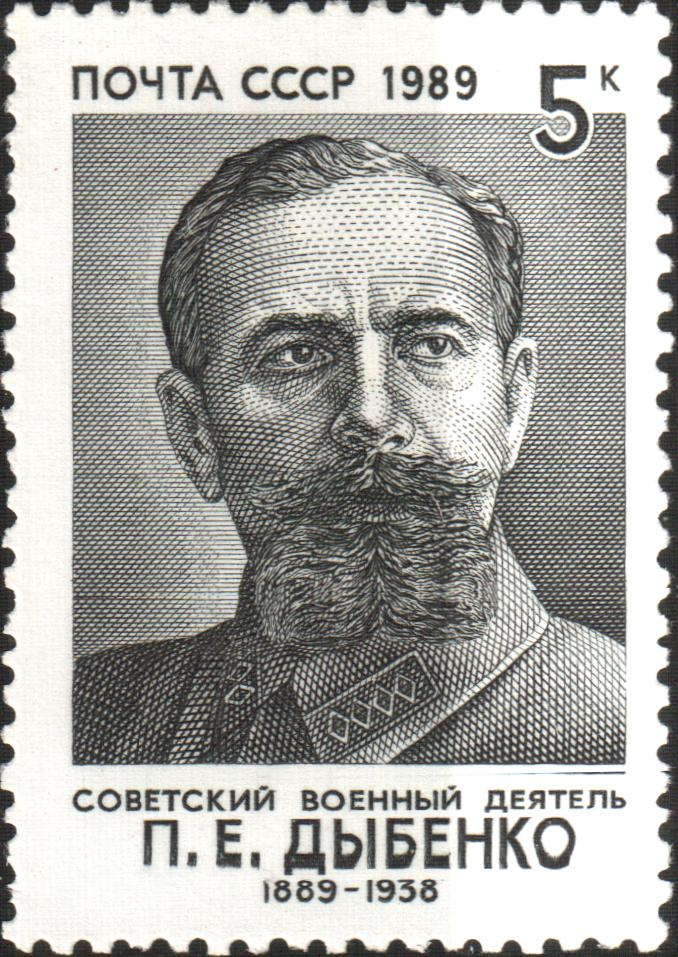
Почтовая марка СССР 1989 год
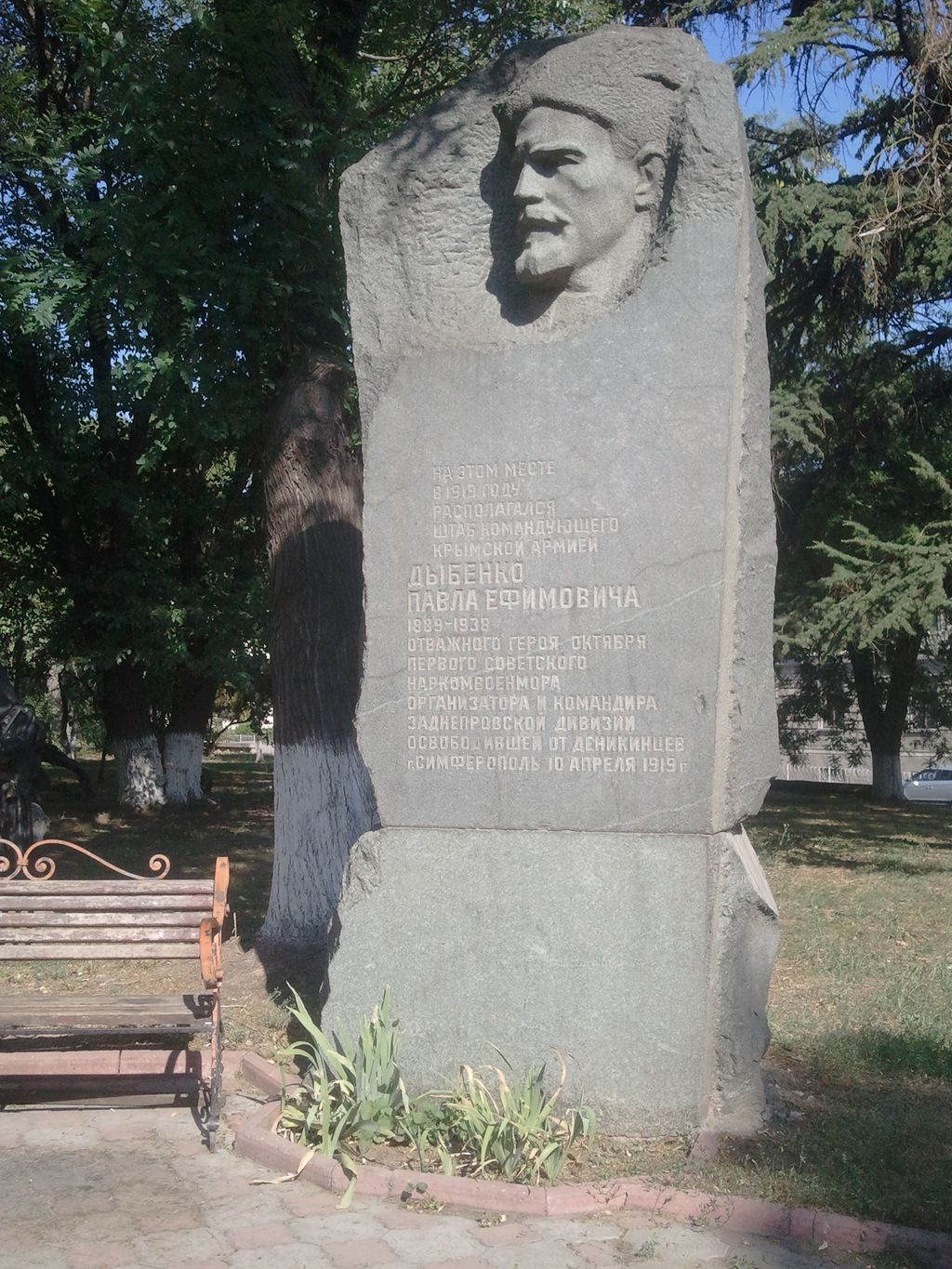
Мемориальная стела с горельефом П. Е. Дыбенко в Симферополе.

## Публицистика
- Дормидонтов В. С. «О бедном Дыбенко замолвите слово…» О «заслугах и подвигах» героя революции. Архивировано из оригинала 28 сентября 2016 года.
- Нарком Дыбенко — мятежник и каратель
- История Васильевских островов. Архивировано из оригинала 30 июля 2012 года.
- Савченко В. А. Авантюристы гражданской войны. — М., 2000. — ISBN 966-03-0845-0, 5-17-002710-9
- Актуальный матрос. Лев Лурье — о взлете и падении Павла Дыбенко. Журнал "Огонёк" (3 марта 2014).
- Павел Дыбенко: матрос и революция. Дилетант (11 декабря 2022).